# Shimbalaiê
Shimbalaiê è un singolo della cantante brasiliana Maria Gadú, pubblicato il 25 agosto 2009 come primo estratto dal primo album in studio Maria Gadú.
Il brano entrò a far parte della colonna sonora della telenovela Viver a Vida.

## Descrizione
Stando a quanto ha dichiarato la cantante Maria Gadú, Shimbalaiê è stata la sua prima composizione. Secondo l'autrice, Shimbalaiê è una sorta di paura e non ha un testo molto ricco di parole.

### La parola "Shimbalaiê"
(A festa de Maria Gadú, saraivaconteudo.com.br, 3 dicembre 2010)
Questa è la frase con cui la cantante spiega la nascita della parola "Shimbalaiê".

## Video musicale
Il videoclip è stato girato a Bogliasco, in provincia di Genova.

## Classifiche
| Classifica (2011) | Posizione massima |
| ----------------- | ----------------- |
| Italia            | 1                 |

### Classifiche di fine anno
| Classifica (2011) | Posizione |
| ----------------- | --------- |
| Italia            | 11        |